# Pulque

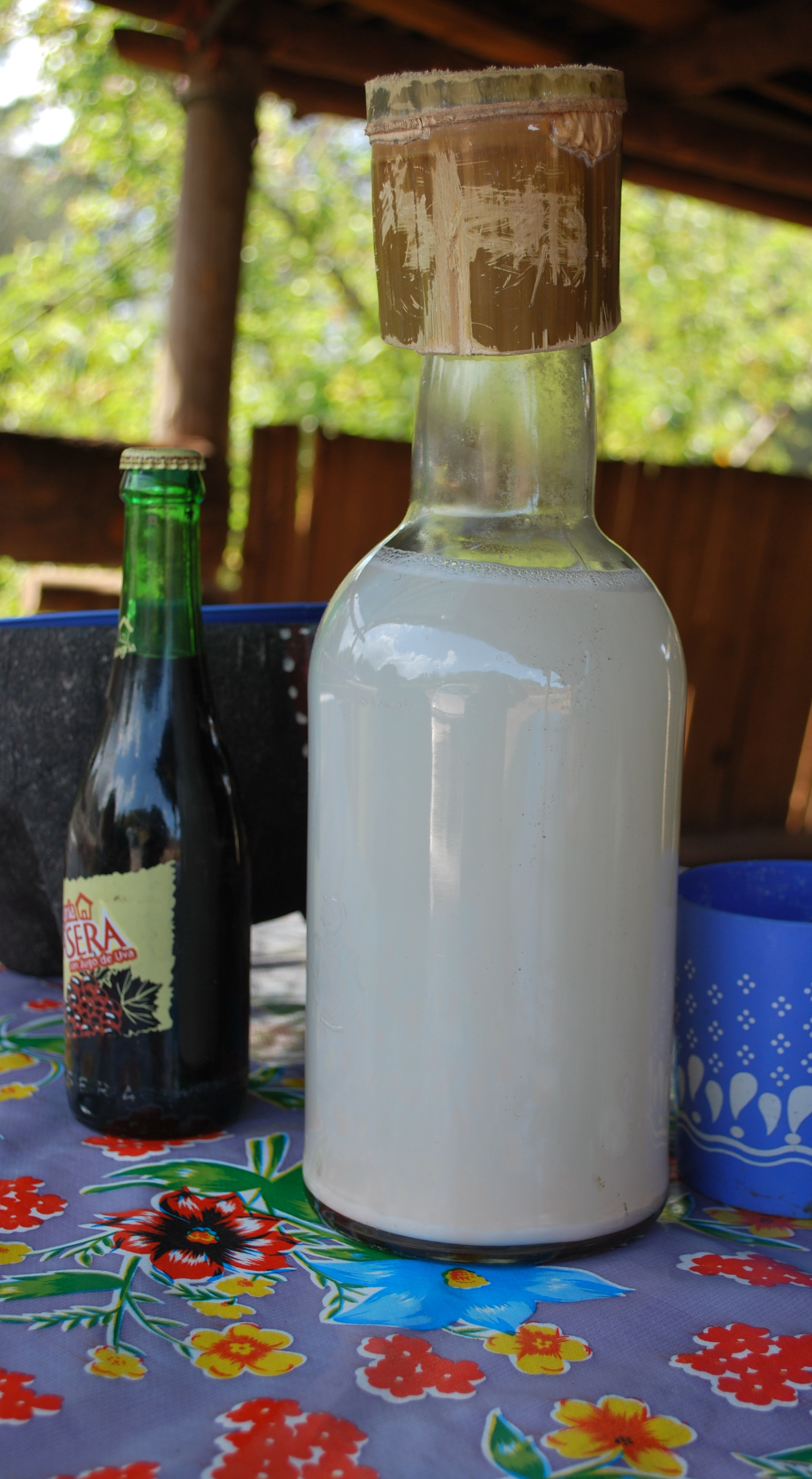
Láhev pulque

Pulque nebo také octli je alkoholický nápoj, který se vyrábí kvašením šťávy z agáve (Agave americana). Je jedním z tradičních původních nápojů v Mexiku.

## Historie
Původ pulque je neznámý, ale zaujímá důležitou pozici v místním folklóru, mnoho pověstí objasňuje jeho původ. Podle indiánské pověsti první, kdo pil pulque, byla Tlacuache – vačice. Indiáni věřili, že Tlacuache určuje směr řek, kudy voda poteče. Tedy, když byla Tlacuache opilá, vytvářela řeky plné meandrů, když opilá nebyla, tekla řeka přímo. Konzumace pulque je znázorněna na kamenných rytinách, jejichž stáří se odhaduje do doby před 2. stoletím.
Podle předkolumbovské historie za vlády tlatoaniho Tecpancaltzina (990–1042) toltécký kníže Papantzin přišel na to, jak extrahovat z agáve šťávu aguamiel (španělsky „medová voda“). Kodex Borbonicus, který se do Evropy dostal v 16. století, ukazuje, jak před dobytím Mexika Španěly Aztékové konzumovali nápoj při náboženských obřadech při svátku mixcoatl.

## Výroba
Na výrobu pulque se hodí především agáve Maguey mapisaga a Maguey americana L. U agáve, která musí být aspoň 12 let stará, se odřízne květní pupen, a uprostřed rostliny se vydlabe prohlubeň, ve které se hromadí nasládlá šťáva aguamiel. Šťáva se z rostliny sbírá po dobu zhruba dvou až tří měsíců každý den. V závislosti na velikosti rostliny se dá denně sebrat až 5 litrů šťávy. Šťáva se nechá zkvasit a tím je nápoj hotov, připraven k okamžitému pití.
Pulque se stále vyrábí a pije v některých částech dnešního Mexika, ale vyrábí se pouze v omezeném množství. Proces kvašení v klimatických podmínkách Mexika trvá asi 4–7 hodin, záleží na teplotě. Pulque je velmi složité uchovávat, protože kvasí jako burčák, ale mnohem rychleji, z toho důvodu se pulque musí pít hned. To je také jeden z důvodů, proč se o tomto nápoji mimo Mexiko moc neví.
Obsah alkoholu v závislosti na prokvašení a obsahu cukru kolísá mezi 2–6 %.